# 인피니티 Q45
인피니티 Q45(Infiniti Q45)는 닛산 자동차의 고급 브랜드인 인피니티에서 판매되던 후륜구동 대형 세단이다. 인피니티의 첫 번째 차종으로, 플래그십 역할을 하였다. 일본에서는 1세대만 닛산 인피니티 Q45로 판매되었고, 2세대부터는 시마로 판매되었다. 인피니티 탄생의 계기는 1985년의 플라자 합의에 따른 엔고 현상에 의한 것으로, 이로 인하여 낮은 가격과 높은 품질을 앞세운 일본차는 수출 경쟁력을 잃어 고전하고 있었다. 여기에서 토요타 자동차와 닛산 자동차는 기존의 일본차가 갖고 있던 소형차 이미지에서 벗어나 부가가치를 높인 고급 대형차의 개발을 계획하였고, 그 결과물이 렉서스 LS(일본 내수명 토요타 셀시오)와 인피니티 Q45였다. 다만 렉서스 LS가 구상에서부터 개발에 8년이 소요된 것과 달리, Q45는 LS의 개발이 시작된 지 3년 후에 그 정보를 얻은 닛산 자동차가 급히 개발에 착수한 것이 결정타가 되어 그것이 그대로 두 차의 완성도와 판매 대수에 나타났다.

### 1세대 G50 (1989년-1997년)

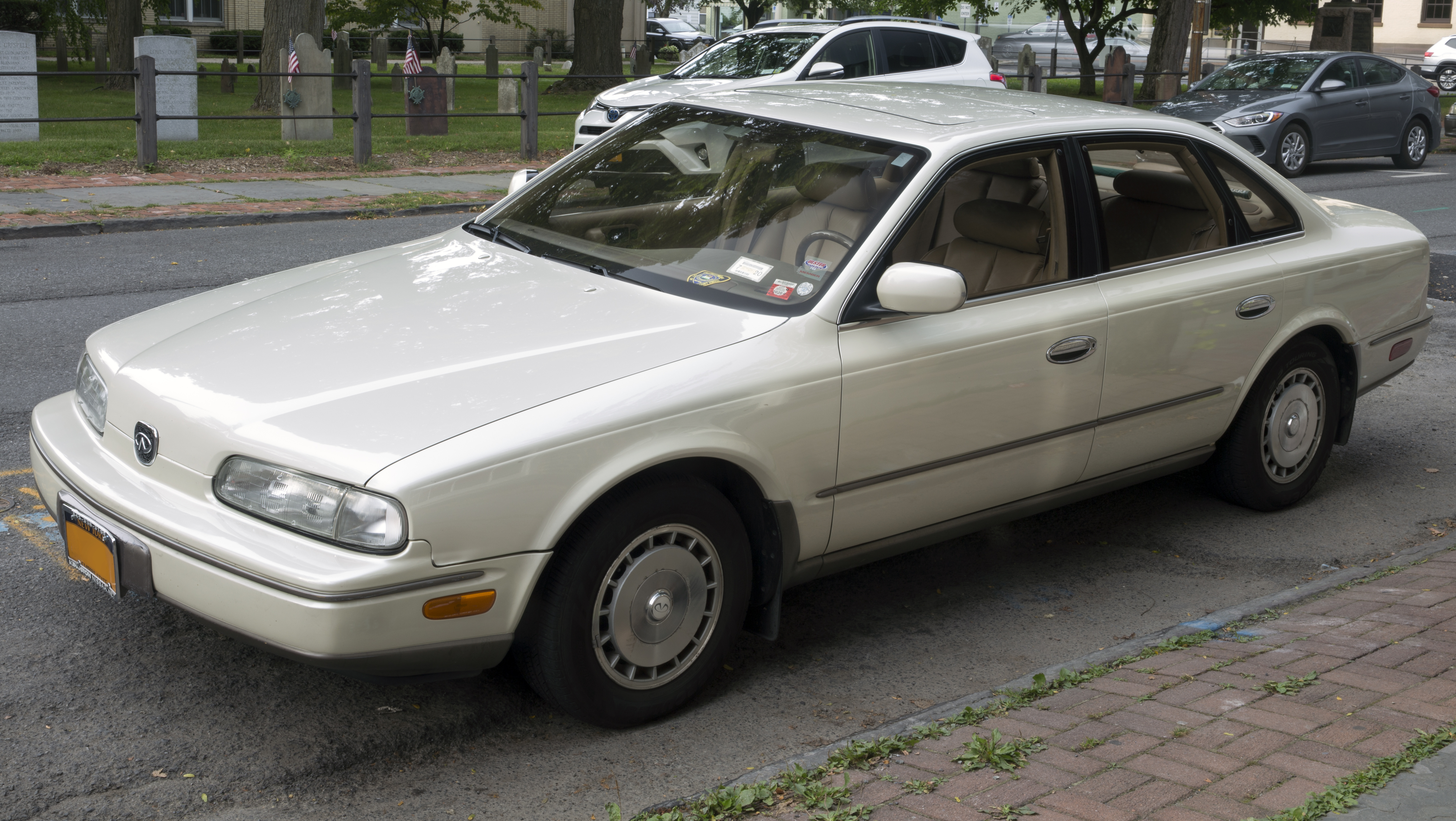
인피니티 Q45(전기형) 정측면

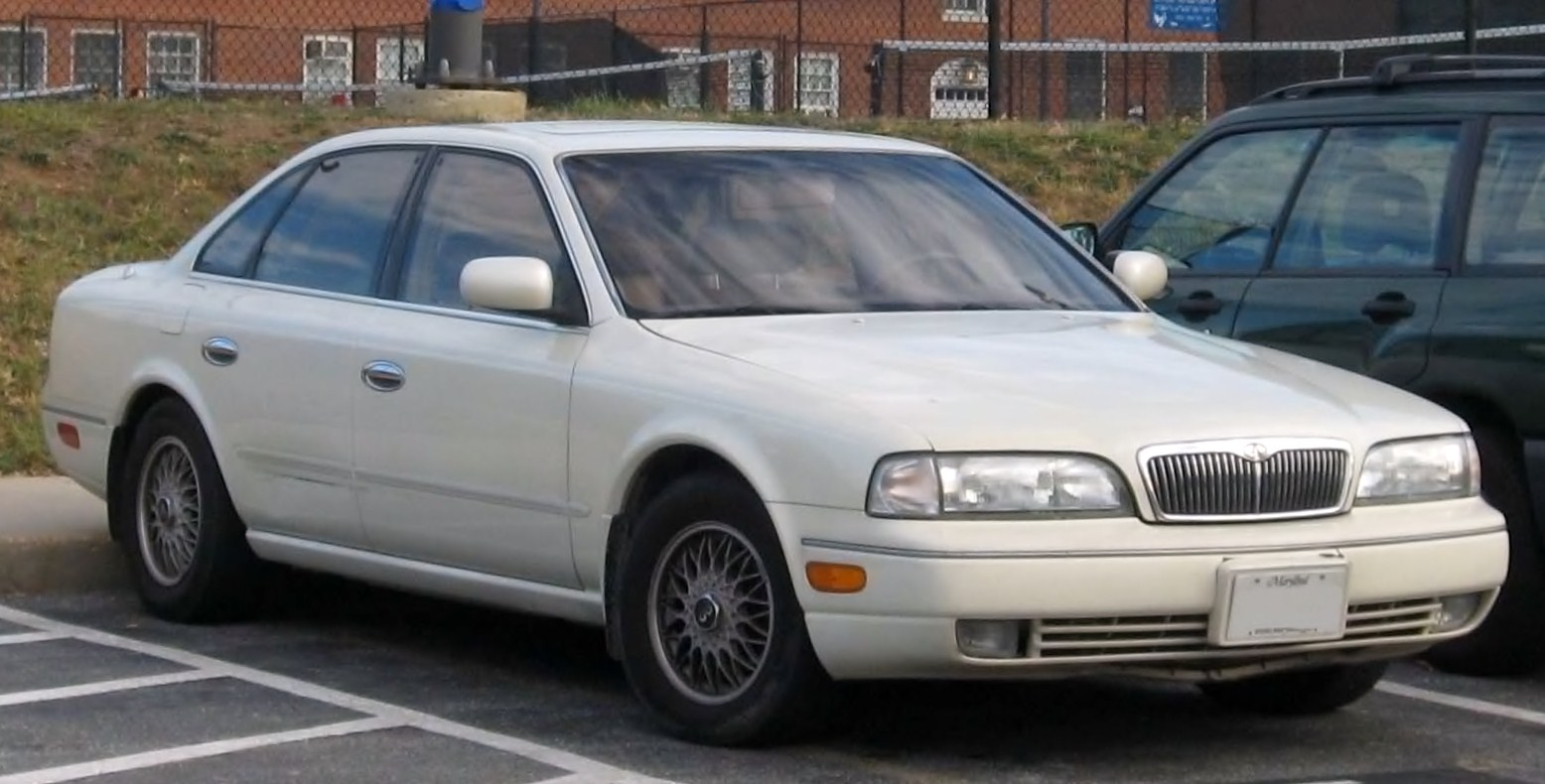
인피니티 Q45(후기형) 정측면

1989년에 닛산 자동차는 북아메리카의 고급 대형차 시장을 겨냥한 브랜드인 인피니티를 출범시켰고, 당시의 플래그십 차종으로 투입된 것이 Q45이다. 일본에서는 인피니티가 출범되지 않아 "닛산 인피니티 Q45"로 판매되었으며, 닛산 자동차의 엠블럼이 아닌 인피니티 엠블럼이 붙었다. 기존의 고급차가 갖던 크롬 도금 대형 라디에이터 그릴을 갖추지 않고, 얇은 마스크에 칠보 엠블럼만 적용되었다. 또한 고급차에서는 당연하게 여겨지던 우드 그레인 패널을 일절 사용하지 않고, 일본에서 사용이 보편화된 옻칠이 적용된 인스트루먼트 패널을 옵션으로 설정하는 등 세계 고급차의 고정 관념에 도전하는 듯한 참신한 컨셉트로 발표되었다. 일본 문화를 구현하는 한편 성능은 북아메리카에서 젊은 시절에 240Z에 빠져들었던 세대를 겨냥하여 스포티하게 세팅되어 이색적인 감각을 추구하였다. 최고 출력이 280마력으로 제한되던 일본과 달리, 북아메리카에서는 이에 대한 제한이 없어 일본차 최초로 최고 출력 300마력을 냈다. 북아메리카에서는 Q45 외에도 리어 스포일러와 BBS 15인치 알루미늄 휠, 슈퍼 하이카스가 적용된 Q45t와 액티브 서스펜션이 장착된 Q45a도 있었다. 한때 렉서스 LS와의 비교에서 평가가 높아 우위에 설 것이라고 전망하던 자동차 전문가들도 있었으나, 판매로 이어지지는 않았다. 렉서스 LS가 기존의 고급차 이미지를 추구하면서도 보다 세련되게 꾸민 것과 달리, Q45는 기존의 고급차 이미지와는 다른 독자적인 가치관을 추구하였기 것이다. 여기에 Q45의 특징이던 라디에이터 그릴이 없는 디자인은 평가가 좋지 않아 애프터 마켓에서 판매되던 가짜 라디에이터 그릴을 장착하는 오너들도 많았고, 결국 1993년에 페이스리프트를 거칠 때 라디에이터 그릴과 우드 그레인 패널이 적용되었다. 일본에서는 1997년에 단종되어 명맥이 끊겼으나, 북아메리카에서는 닛산 시마(Y33)가 Q45로 판매되어 세대를 거듭하였다.

### 2세대 FY33 (1997년-2001년)

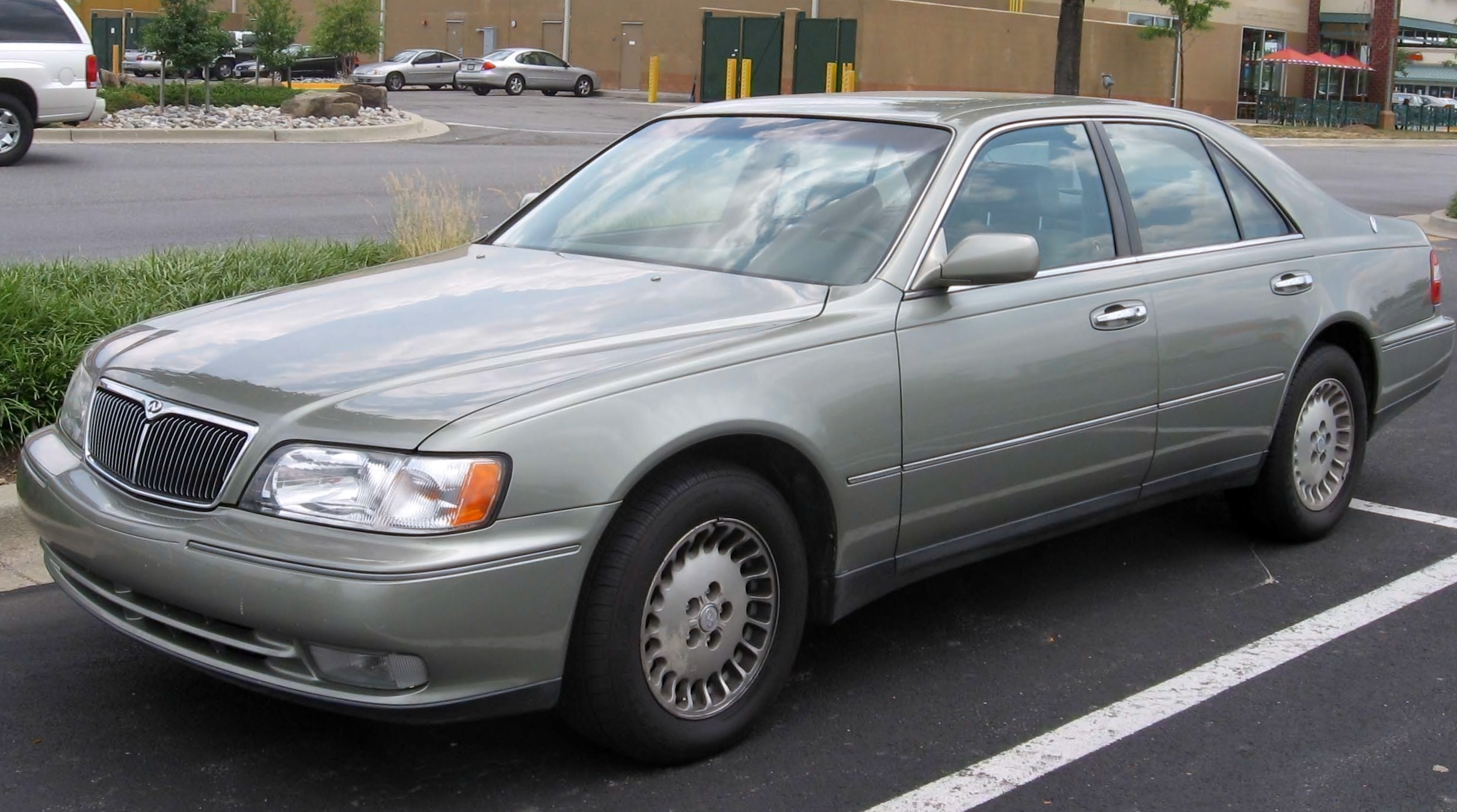
인피니티 Q45 정측면

1997년에 풀 모델 체인지를 거쳤으며, 일본에서 1996년에 출시된 닛산 시마(Y33)와 동일 차종이다. 차명은 여전히 Q45였으나, V8 4.1ℓ VH41DE 엔진이 장착되었다. 히팅 시트와 리어 스포일러 등이 적용된 Q45t 역시 1세대와 마찬가지로 존재하였다. 1998년에는 HID 헤드 램프와 아날로그 시계가 적용되었고, Q45t는 17인치 알루미늄 휠과 전자 제어 서스펜션이 기본 적용되었다.

### 3세대 F50 (2001년-2008년)

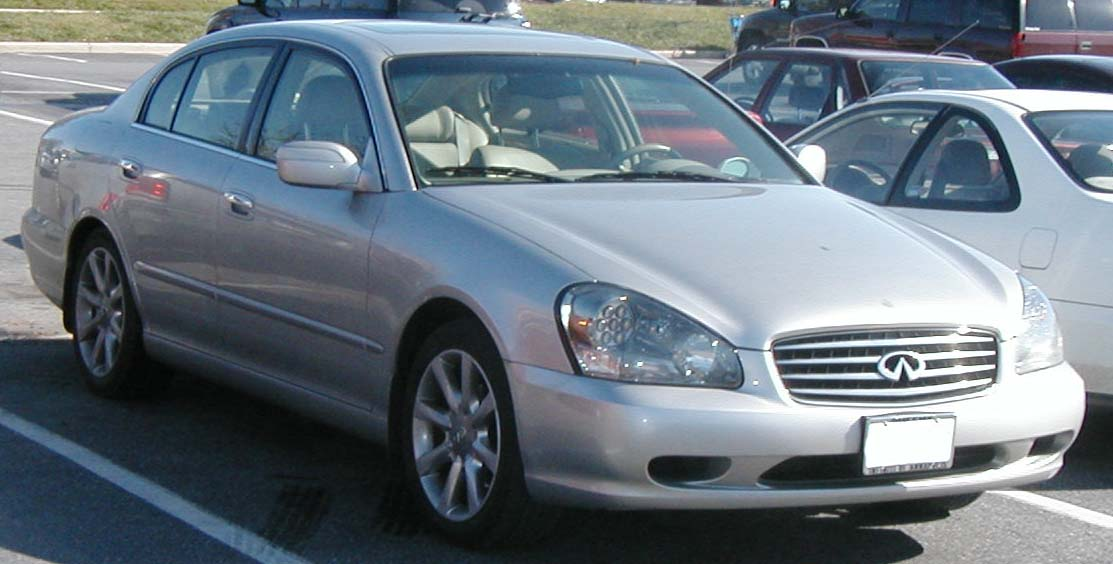
인피니티 Q45(전기형) 정측면

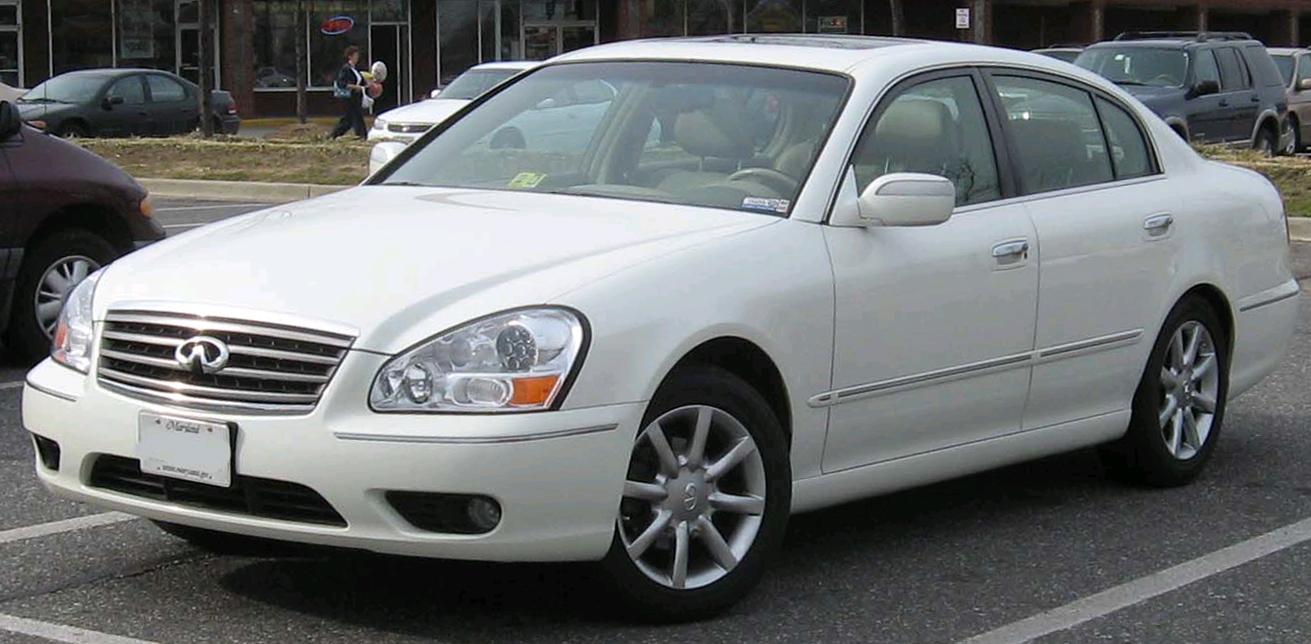
인피니티 Q45(후기형) 정측면

2001년에 풀 모델 체인지를 거친 닛산 시마(F50)의 인피니티 버전이다. 340마력 V8 4.5ℓ VK45DE 엔진이 적용되어 2세대에서 상이하던 차명의 숫자와 엔진 배기량이 다시 일치하였다. 광고 부족과 인피니티의 브랜드 파워 부족으로 인하여 판매 대수가 부진하였고, 결국 대한민국과 중동 국가를 제외한 모든 국가에서는 2006년에 후속 차종 없이 단종되었다. 대한민국에서는 2005년에 인피니티가 진출함과 동시에 선보였고, 2008년까지 판매되었다. 2012년에 하이브리드 엔진이 적용된 닛산 푸가의 롱 휠베이스 버전인 M35hL(이후 인피니티의 새 작명법에 따라 Q70L로 변경)이 인피니티의 플래그십 역할을 하고 있다.